# Syzeton joveri
Syzeton joveri is een keversoort uit de familie schijnsnoerhalskevers (Aderidae). De wetenschappelijke naam van de soort werd in 1955 gepubliceerd door Maurice Pic.